# Campeonato Carioca de Showbol de 2014
O Campeonato Carioca de Showbol de 2014, foi a quinta edição deste campeonato regional da modalidade esportífica Showbol.
O Campeonato contou com 8 times do estado do Rio de Janeiro, divididos em 2 grupos. Pelo regulamento o time de melhor campanha tem a vantagem do empate no caso de prorrogação.

## Primeira fase

### Grupo A
Sede(s): Porto Real
Estádio(s): Estádio Municipal de Porto Real
Data(s) dos jogos: 6, 8 e 9 de fevereiro
| Time          | Pts | J | V | E | D | GP | GC | SG  |
| ------------- | --- | - | - | - | - | -- | -- | --- |
| Vasco da Gama | 6   | 3 | 2 | 0 | 1 | 30 | 22 | 8   |
| Botafogo      | 6   | 3 | 2 | 0 | 1 | 34 | 27 | 7   |
| Volta Redonda | 3   | 3 | 1 | 0 | 2 | 24 | 34 | -10 |
| Porto Real    | 3   | 3 | 1 | 0 | 2 | 20 | 25 | -5  |

- Vasco da Gama 8x4 Porto Real
- Volta Redonda 12x11 Botafogo[1]
- Porto Real 10x5 Volta Redonda
- Botafogo 11x9 Vasco da Gama
- Vasco da Gama 13x7 Volta Redonda
- Botafogo 12x6 Porto Real

### Grupo B
Sede(s): Itaboraí
Estádio(s): Estádio Municipal Alziro de Almeida
Data(s) dos jogos: 13, 15 e 16 de fevereiro
| Time              | Pts | J | V | E | D | GF | GC | SG |
| ----------------- | --- | - | - | - | - | -- | -- | -- |
| Itaboraí          | 7   | 3 | 2 | 1 | 0 | 22 | 16 | 6  |
| Fluminense        | 7   | 3 | 2 | 1 | 0 | 19 | 16 | 3  |
| Flamengo          | 3   | 3 | 1 | 0 | 2 | 18 | 20 | -2 |
| Casimiro de Abreu | 0   | 3 | 0 | 0 | 3 | 20 | 27 | -7 |

- Fluminense 8x7 Casimiro de Abreu[2]
- Itaboraí 8x4 Flamengo[3]
- Casimiro de Abreu 7x9 Itaboraí
- Flamengo 4x6 Fluminense
- Casimiro de Abreu 6x10 Flamengo
- Fluminense 5x5 Itaboraí[4]

## Fase final

### Semifinais
Sede(s): Itaguaí
Estádio(s): Parque de Exposições de Itaguaí
Data(s) dos jogos: 22 de fevereiro
- Itaboraí 10x8 Botafogo[5]
- Vasco da Gama 5x3 Fluminense[6]

### Final
Sede(s): Itaguaí
Estádio(s): Parque de Exposições de Itaguaí
Data(s) dos jogos: 23 de fevereiro
- Vasco da Gama 5x3 Itaboraí

## Premiação
| Campeão Carioca 2014 Showbol |
| Rio de Janeiro               |
| ---------------------------- |
| VASCO (2º Título)            |

Melhor jogador: Pedrinho (Vasco da Gama)